# Antonino Traina
Antonino Traina (Palermo, ... – ...; fl. XIX secolo) è stato un lessicografo, filologo e scrittore italiano.
Ha lavorato nel campo dell'editoria scolastica, approfondendo problemi linguistici e impegnandosi alla diffusione della lingua italiana a seguito dell'Unità d'Italia. Noto per essere stato il curatore del Nuovo vocabolario siciliano italiano (1868-1873) – in grado di annotare per primo parole scomode come mafia definito un neologismo, svelato in un piccolo saggio del 1972 che racconta la storia della mafia, Leonardo Sciascia sottolinea che questa parola appare con Traina –, subito entrato in competizione con il Nuovo dizionario siciliano-italiano di Vincenzo Mortillaro, basato sull'esperienza di tre edizioni·

## Biografia
Non esistono studi sulla vita di Antonino Traina, essendo poche le notizie intorno alla sua figura.
Si ritiene che sia nato a Palermo, poiché l'Autore lo afferma nella dedica alla sua « città natale », leggendo dallo spoglio delle prime pagine del Vocabolarietto delle voci siciliane dissimili dalle italiane (1877).
Probabilmente, le sue tracce si confondono con un imprecisato numero di omonimi uomini vissuti in Sicilia. In quegli stessi anni, infatti, un altro Antonino Traina viveva a Misilmeri, socio delle Nuove Effemeridi Siciliane, partecipe oratore ai funerali in memoria di Vittorio Emanuele II indetti dal Comune nel 1878. Un altro possibile omonimo è avvocato e presidente della società "Unione e Lavoro operai Regia tabacchi esterni" di Palermo nel 1890-'91.
Nell'anno 1867, come si deduce dalla prefazione al Nuovo Vocabolario Siciliano-Italiano, Traina fece un suo soggiorno a Firenze. Alla fine degli anni Sessanta fu con ogni probabilità l'amico Giuseppe Pitrè a curare buona parte del vocabolario, « seguendo la stampa, correggendo bozze ed integrando ». Più tardi, insieme a Lionardo Vigo e Vincenzo Di Giovanni, nel 1869, Traina lavorò con un « gruppo di studio sull'ortografia del siciliano, che si era riunito più volte a Palermo su iniziativa di Vigo ».
Traina si innesta nella ricca tradizione lessicografica isolana che annovera a partire dal '700 opere di Giuseppe Vinci, di Michele Pasqualino, di Michele Del Bono e, nel secolo XIX, il lavoro di Vincenzo Mortillaro.
Egli si interessò, fra i primi in Sicilia, in studi di lessicografia, ispirato dalla varietà e dalle differenze dei dialetti dell'Isola. Il Nuovo vocabolario siciliano-italiano (1868-1873), alla ricerca dei caratteri distintivi del Siciliano, si è anche imposto come strumento utile per l'acquisizione del lessico nazionale. Pubblicato a dispense a partire dal 1868 – venne poi completato nel 1873, seguito da una 2ª ed. 1890 con supplemento di 3000 vocaboli, più volte ristampato in anastatica –, il volume unico segnò l'inizio di un progresso scientifico e lo fece seguire da un "Vocabolarietto", « più scientificamente curato »; tuttavia, « anch'esso, pur tenendo conto delle varie parlate dell'isola, non ne indica sempre la provenienza, sicchè i cultori degli studi dialettali provvidero da sè alla compilazione di vocabolari dei vari vernacoli ».
Tale vocabolario siciliano registrò centinaia di parole agonizzanti in via di estinzione: dai nomi di mestieri (custureri « sarto », vardunaru « bastaio », curdaru « cordaio », scuparu « costruttore di scope », robbavicchiaru « rivenditore di oggetti usati », stagnataru « stagnino », stagnataru « stagnino » , ammolacuteddi « arrotino », gnuri « cocchiere di carrozze da nolo »; al lavoro dei campi (fumeri « concime stallatico, pisari « trebbiare », marrùggiu « manico della zappa »); alla cultura alimentare (frascàtula « farinata », ṭṛia  « vermicelli di pasta », camiari « riscaldare il forno », fròcia « frittata », criscenti « lievito »); ai giochi fanciulleschi.
L'Italia postunitaria determinò nuove condizioni politiche e sociali, era necessaria l'educazione linguistica dei cittadini del nuovo Stato, diffondendo la lingua italiana comune e nazionale. Nel 1877 Traina puntò al mercato dell'editoria scolastica. Di fatto, appartiene alla schiera di teorici italiani che, da Nord a Sud, stilarono « le linee guida della prima legislazione scolastica per la lingua italiana, nonché la pratica e le proposte teoriche ed editoriali di altri insegnanti quali, Francesco Soave e Francesco Cherubini », o ancora attraverso gli interventi di Giulio Tarra, di don Gianfrancesco Capurro (1810-1882) di Novi Ligure e del siciliano Traina. Il Vocabolarietto delle voci siciliane dissimili dalle italiane (1877) prendeva spunti a partire dal siciliano in quanto idioma nativo, fra i numerosi opuscoli e manualetti pubblicati in quegli anni, a destinazione prevalentemente scolastica, divenendo oggetto di discussioni metodologiche. Pubblicò vari altri sussidi.
Dalla IV di copertina di un suo breve scritto, Del festeggiato viaggio de’ reali d’Italia in Sicilia, nel gennaio 1881, risulta che, almeno per un periodo, risiedette a Caltanissetta.

## Opere

### Saggi
- Leggeri sghizzi su cose presenti: romanzetto, Palermo, G. Pedone Lauriel e C., 1867.
- Nuovo vocabolario siciliano-italiano, Palermo, G. Pedone Lauriel, 1868. Segue: Supplemento, 1873. (1ª ed. on-line 1868; 2ª ed. 1890)
- Vocabolarietto delle voci siciliane dissimili dalle italiane: con saggio di altre differenze ortoepiche e grammaticali in aiuto all'unità della lingua e contro gli errori provenienti dal dialetto …, Torino, G. B. Paravia e C., 1877. (ed. 1877)
- Nomenclatura siciliana-italiana con esercizii di pronta sostituzione delle voci nazionali a quelle vernacole e coi segni della pronunzia: 1ª classe elementare, Torino, G.B. Paravia, 1877.[27] (cinque edizioni al 1881)
  - Nomenclatura siciliana-italiana con esercizii di pronta sostituzione delle voci nazionali a quelle vernacole e coi segni della pronunzia: 2ª classe (cinque edizioni al 1881)
  - Nomenclatura siciliana-italiana con esercizii di pronta sostituzione delle voci nazionali a quelle vernacole e coi segni della pronunzia: 3ª classe, Torino, Stamperia reale di G.B. Paravia, 1879. (tre edizioni al 1881)
  - Nomenclatura siciliana-italiana con esercizii di pronta sostituzione delle voci nazionali a quelle vernacole e coi segni della pronunzia: 4ª classe (tre edizioni al 1881)
- Sillabario graduale per avviamento alla scrittura, lettura e pronunzia della lingua italiana, Torino [etc.], G. B. Paravia, 1877.[28] (cinque edizioni al 1881)
  - Compimento del sillabario e primi esercizi graduali di Lettura corrente, Torino, Stamp. Reale della Ditta G. B. Paravia e C. Edit., 1887 (cinque edizioni al 1881)
  - Cartelloni del Sillabario
- Donne danno!: novella, Caltanissetta, Tip. Punturo, 1879.
- Del festeggiato viaggio de’ reali d'Italia in Sicilia nel gennaio MDCCCLXXXI (1881), Torino, G. B. Paravia, 1881. (on-line)
- Compimento del sillabario e primi esercizi graduali di Lettura corrente, Torino, G. B. Paravia, 1887.
- Italino ossia Il fanciullo italiano: letture educative e istruttive co segni della pronunzia: per le scuole elementari d'Italia, Palermo, Pedone Lauriel, [s.d.].

#### Opere di attribuzione incerta
- Versi letti per l'inaugurazione del teatro comunale di Misilmeri, Palermo, F.lli Gaipa, 1879.
- Brevissima storia e geografia di Sicilia, Caltanissetta, Ufficio tip. di B. Punturo, 1882.
- Discorso letto per l'inaugurazione del monumento al generale La Masa: il 27 maggio 1882, Palermo, Tip. del giornale « Il tempo », 1882.
- Discorso pronunziato dall'Avv. Traina Antonino per l'inaugurazione del monumento al D. Stefano Tedeschi-Oddo dei Mille il 4 aprile 1886, in Palermo. Palermo, Oliveri e Giganti, [1886].
- Pro agro nostro: Prestito senza Interesse per riscattare le terre da ripartirsi a 160 Mila proletari. Palermo, Tip. Settimana Commerciale, 1894.

### Altre opere ed edizioni
- A. Traina, Grammatica siciliana, S.l., s.n., 1870?.[29]
- Antonino Traina, Esercizii grammaticali contro gli errori provenienti dal dialetto da servire quali complemento alla grammatica italiana per le scuole elementari, serali, rurali, maschili e femminili in Sicilia, 2ª classe, Luigi Pedone Lauriel, Palermo, 1874.(Copertina)
  - Antonino Traina, Esercizii grammaticali contro gli errori provenienti dal dialetto ...: 3ª classe
  - Antonino Traina, Esercizii grammaticali contro gli errori provenienti dal dialetto ...: 4ª classe
- Antonino Traina, Vocabolario siciliano-italiano illustrato, illustrazioni e inserti letterari a cura di Eugenia Bono e Antonino Uccello, Palermo, N. Russo, 1988.

## Curiosità
Nella Biblioteca Zelantea di Acireale si conserva la lettera in siciliano del 30 settembre 1870 che reca il n. 592 nel vol. XIII dell'epistolario manoscritto di Lionardo Vigo, già edita. Un'altra lettera del 1899 è presente nel Fondo Emanuele Paternò.
Traina curò il capitolo CLIX del terzo volume Fiabe novelle e racconti popolari siciliani (1875) di Giuseppe Pitrè dal titolo 'Mbroglia e Sbroglia.